# Озингзе
Озингзе (нем. Osingsee) представляет собой небольшое озеро в Германии, в Республике Бавария. Озеро расположено в административном округе Средняя Франкония в составе района Нойштадт-ан-дер-Айш-Бад-Виндсхайм и непосредственно располагается в межобщинной территории Озинг.
Площадь поверхности — 0,0072 км². Высота над уровнем моря — 370,5 м.
Протяжённость озера с востока на запад — 160 м, максимальная ширина в западной части — до 65 м. Озеро занимает площадь приблизительно 0,72 га и располагается на высоте около 370 метров над уровнем моря. Впадающих в озеро рек и ручьёв нет. С северо-западной стороны из озера вытекает временный водоток, впадающий в речку Ээбах (приток Айша (бассейн Регница)). Сток из водотока относится к Майнскому речному бассейну Рейнской речной системы.
Озеро используется для разведения карпа.
С восточной стороны озера расположен Озингхаус, в котором каждый год в августе месяце проходит Озингфест (нем. Osingfest).

## Фотогалерея

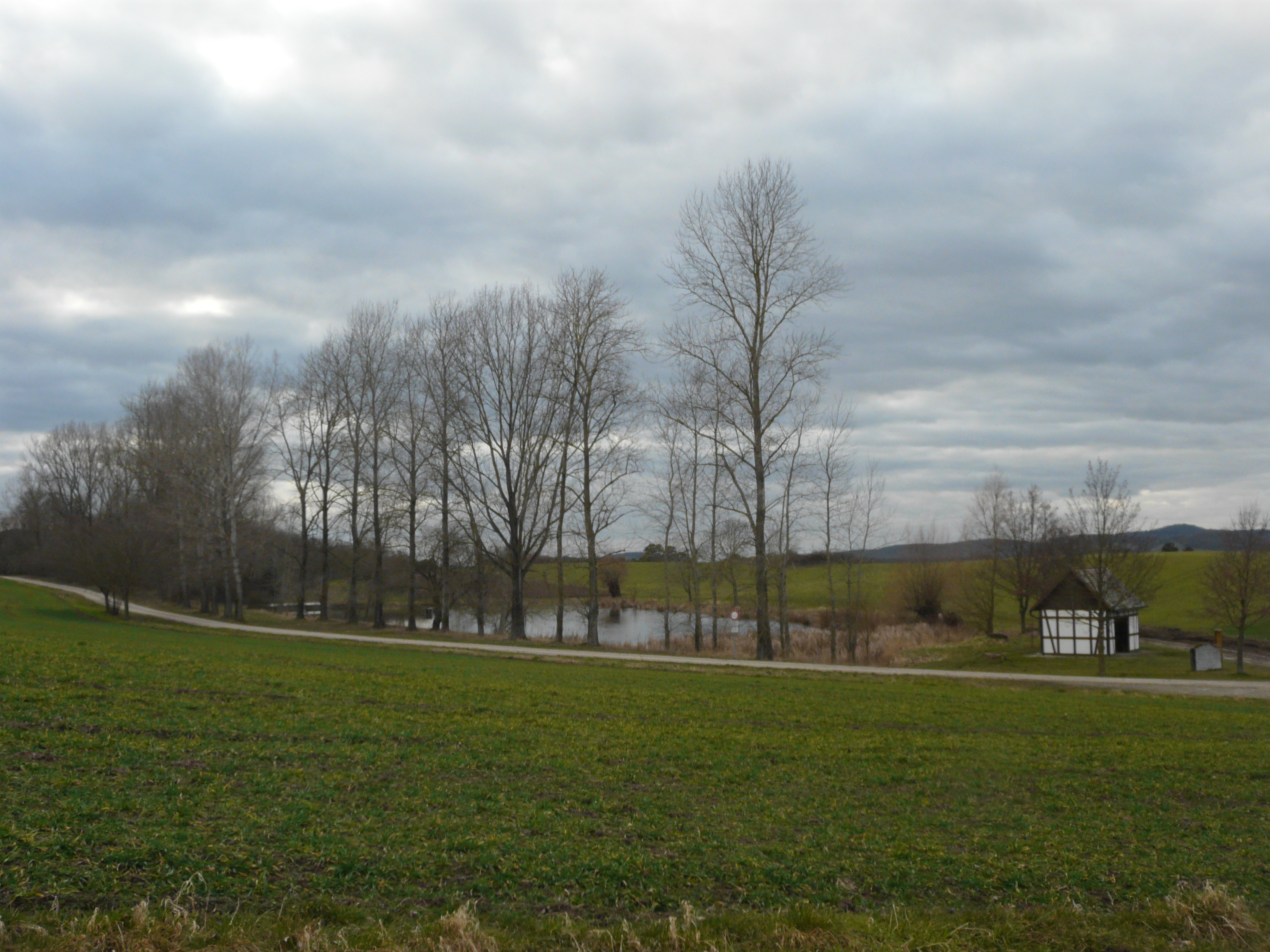
Озингхаус
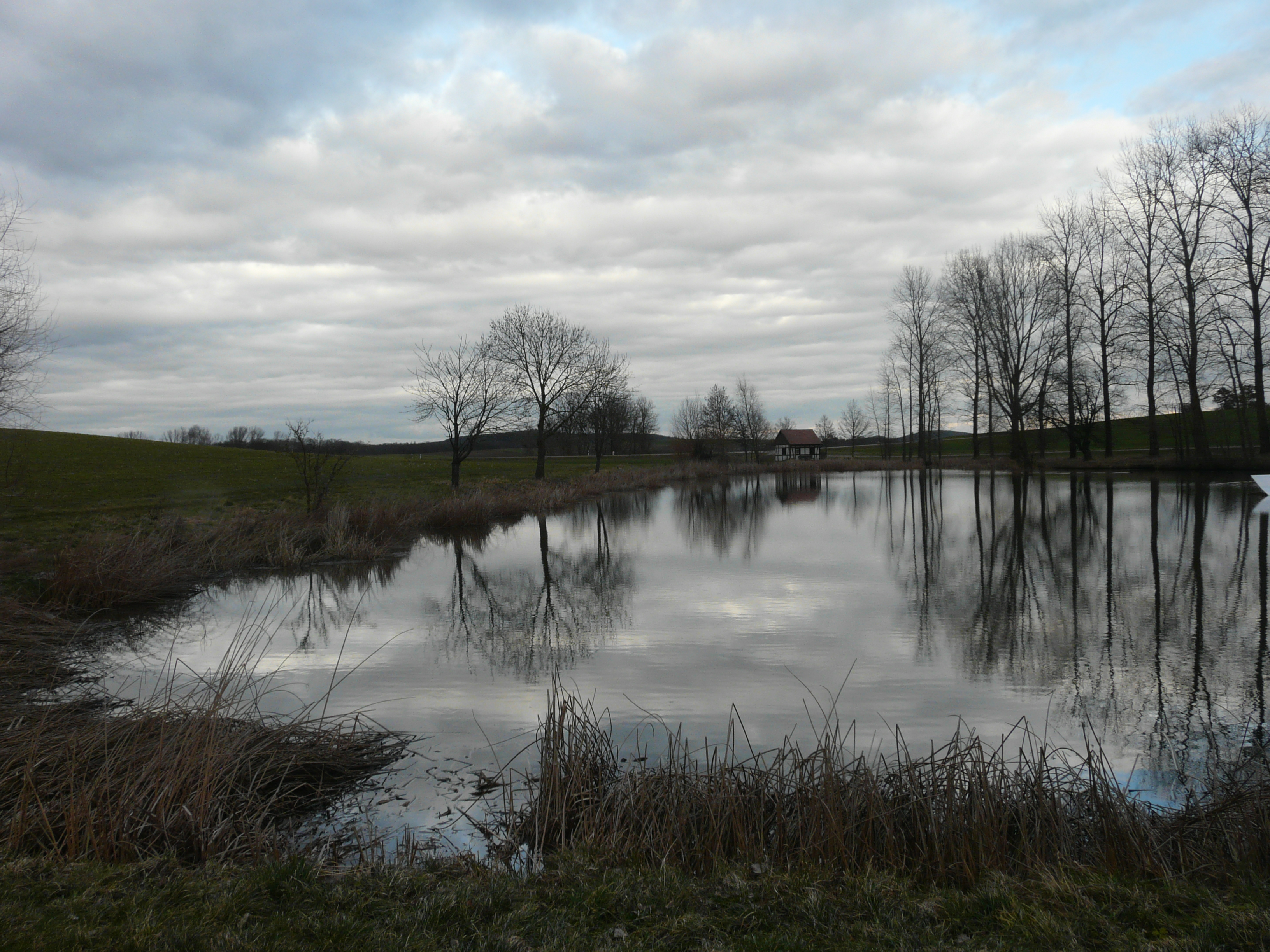
Вид на озеро с западной стороны
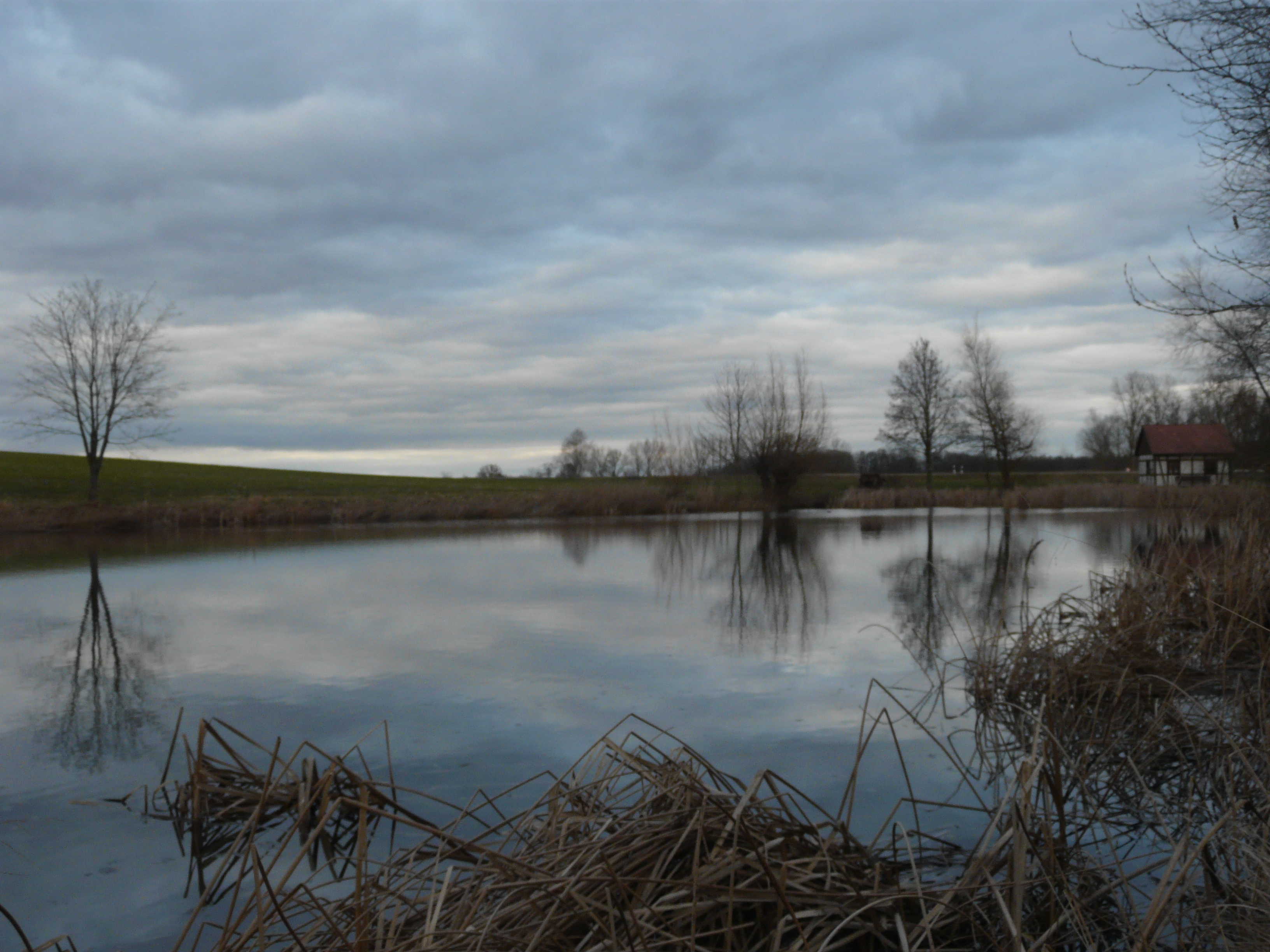
Вид на озеро с юго-западной стороны